# Ernest Spiteri-Gonzi
Ernest Spiteri-Gonzi (21 ottobre 1955) è un ex calciatore maltese, di ruolo attaccante.

## Carriera

### Nazionale
Tra il 1978 ed il 1983 collezionato 20 presenze con la nazionale maltese.

## Palmarès

### Club

#### Competizioni nazionali
- Campionato maltese: 3

Hibernians: 1978-1979, 1980-1981, 1981-1982
- Coppa di Malta: 2

Hibernians: 1979-1980, 1981-1982